# Halowe Mistrzostwa Polski Seniorów w Lekkoatletyce 1975
16. Halowe Mistrzostwa Polski Seniorów w Lekkoatletyce – zawody sportowe, które rozegrano 22 i 23 lutego 1975 w Katowicach w Spodku. Mistrzostwa w wielobojach odbyły się 1 i 2 marca w hali AWF w Warszawie. Wyniki w tych konkurencjach  podane są łącznie z innymi w tabeli poniżej.

## Rezultaty

### Mężczyźni
| Konkurencja:              | 1. miejsce                              | Rezultat | 2. miejsce                           | Rezultat | 3. miejsce                          | Rezultat |
| Bieg na 60 m              | Marian Woronin SZS-AZS Pruszków         | 6,76     | Zenon Licznerski Górnik Zabrze       | 6,78     | Jan Alończyk AZS Wrocław            | 6,82     |
| Bieg na 400 m             | Józef Laskowski Legia Warszawa          | 48,41    | Leszek Walczak Legia Warszawa        | 48,70    | Wojciech Romanowski Legia Warszawa  | 48,90    |
| Bieg na 800 m             | Marian Gęsicki Zawisza Bydgoszcz        | 1:51,96  | Krzysztof Linkowski Olimpia Poznań   | 1:52,27  | Waldemar Gondek SZS-AZS Warszawa    | 1:54,09  |
| Bieg na 1500 m            | Michał Skowronek Wawel Kraków           | 3:51,7   | Eugeniusz Frąckowiak Gwardia Olsztyn | 3:52,0   | Lesław Zając Górnik Wałbrzych       | 3:52,6   |
| Bieg na 3000 m            | Kazimierz Maranda Łódzki Klub Sportowy  | 8:04,4   | Leopold Tomaszewicz Flota Gdynia     | 8:06,8   | Jan Kondzior SZS-AZS Katowice       | 8:10,4   |
| Bieg na 60 m przez płotki | Mirosław Wodzyński Górnik Zabrze        | 7,79     | Leszek Wodzyński Legia Warszawa      | 7,81     | Mirosław Majchrzak Górnik Zabrze    | 7,96     |
| Skok wzwyż                | Włodzimierz Perka SZS-AZS Warszawa      | 2,13     | Jacek Wszoła SZS-AZS Warszawa        | 2,13     | Jarosław Gwóźdź Zawisza Bydgoszcz   | 2,13     |
| Skok o tyczce             | Bogdan Markowski Górnik Zabrze          | 5,10     | Joachim Burkert Górnik Zabrze        | 5,10     | Paweł Iwiński Budowlani Bydgoszcz   | 5,00     |
| Skok w dal                | Zbigniew Beta SZS-AZS Warszawa          | 7,67     | Stanisław Szydłowski SZS-AZS Wrocław | 7,58     | Roman Niciecki Olimpia Poznań       | 7,54     |
| Trójskok                  | Michał Joachimowski Budowlani Bydgoszcz | 16,42    | Eugeniusz Biskupski Legia Warszawa   | 16,34    | Krzysztof Szyc Budowlani Bydgoszcz  | 15,92    |
| Pchnięcie kulą            | Andrzej Bembnista Zawisza Bydgoszcz     | 17,32    | Andrzej Jóźwiak Gwardia Warszawa     | 17,29    | Wincenty Dybalski Zawisza Bydgoszcz | 16,49    |
| Siedmiobój                | Michał Słoniewski AZS Warszawa          | 5128 pkt | Edward Miś Wawel Kraków              | 4997 pkt | Marek Podgórski Legia Warszawa      | 4944 pkt |

### Kobiety
| Konkurencja:              | 1. miejsce                          | Rezultat     | 2. miejsce                         | Rezultat | 3. miejsce                          | Rezultat |
| Bieg na 60 m              | Maria Długosielska SZS-AZS Warszawa | 7,50         | Helena Fliśnik Górnik Zabrze       | 7,51     | Małgorzata Bogucka Gwardia Warszawa | 7,63     |
| Bieg na 400 m             | Danuta Piecyk Gwardia Olsztyn       | 54,78        | Zofia Zwolińska Gwardia Warszawa   | 55,55    | Krystyna Kacperczyk Skra Warszawa   | 56,66    |
| Bieg na 800 m             | Barbara Waśniewska SZS-AZS Warszawa | 2:09,43      | Jolanta Januchta Piast Gliwice     | 2:10,80  | Anna Bukis Skra Warszawa            | 2:10,86  |
| Bieg na 1500 m            | Celina Magala Budowlani Kielce      | 4:29,3       | Urszula Prasek Pomorze Stargard    | 4:31,1   | Ewa Kuty Oleśniczanka               | 4:40,5   |
| Bieg na 60 m przez płotki | Grażyna Rabsztyn Gwardia Warszawa   | 8,12         | Teresa Sukniewicz Gwardia Warszawa | 8,33     | Teresa Nowak Gwardia Warszawa       | 8,41     |
| Skok wzwyż                | Anna Bubała Górnik Zabrze           | 1,77         | Elżbieta Pawińska Górnik Wałbrzych | 1,74     | Anna Pstuś Wawel Kraków             | 1,70     |
| Skok w dal                | Maria Długosielska SZS-AZS Warszawa | 6,17         | Ewa Szklarek Warta Poznań          | 5,98     | Alicja Wierzba Spójnia Gdańsk       | 5,98     |
| Pchnięcie kulą            | Ludwika Chewińska Gwardia Warszawa  | 16,65        | Beata Habrzyk Piast Gliwice        | 15,71    | Danuta Rosani Gwardia Warszawa      | 15,14    |
| Pięciobój                 | Jolanta Szuba Śląsk Wrocław         | 3985 pkt HRP | Danuta Błaszczyk Śląsk Wrocław     | 3832 pkt | Dorota Lubowicka Śląsk Wrocław      | 3657 pkt |